# Lista över offentlig konst på Djurgården i Stockholm
Lista över offentlig konst på Djurgården i Stockholm är en ofullständig förteckning över utomhusplacerade skulpturer och annan offentlig konst i stadsdelarna Djurgården (Södra Djurgården) och Norra Djurgården inom det tidigare stadsdelsområdet Östermalm i Stockholms kommun.

## Prins Eugens Waldemarsuddes park
| Titel                     | Konstnär(er)          | Årtal | Beskrivning                                      | Typ - material               | Plats Koordinater                                        | Bild                      |
| ------------------------- | --------------------- | ----- | ------------------------------------------------ | ---------------------------- | -------------------------------------------------------- | ------------------------- |
| Den bågspännande Herakles | Antoine Bourdelle     |       |                                                  | brons                        | Waldemarsuddes park 59.32053, 18.11381                   | Den bågspännande Herakles |
| Örnar                     | Carl Milles           | 1910  | Två örnar, en på var sida av slottets huvudentré | skulpturgrupp - svart granit | Waldemarsuddes park 59.32014, 18.11368                   | Örnar                     |
| Kvinnohuvud               | Christian Eriksson    |       |                                                  | byst - brons                 | Waldemarsuddes park 59.32006, 18.11316                   | Kvinnohuvud               |
| Den unge Carl von Linné   | Carl Eldh             |       |                                                  |                              | Waldemarsuddes park 59.31994, 18.11325                   | Den unge Carl von Linné   |
| Gossen med fisken         | Andrea del Verrocchio |       |                                                  |                              | Waldemarsuddes park 59.31989, 18.11345                   |                           |
| Tänkaren                  | Auguste Rodin         |       |                                                  | brons                        | Waldemarsuddes park 59.31977, 18.11318                   | Tänkaren                  |
| Lilla tritonen            | Carl Milles           | 1916  |                                                  | fontän - brons               | Waldemarsuddes park 59.31981, 18.11343                   | Lilla tritonen            |
| Nike från Samothrake      | Okänd                 | 1905  |                                                  | brons                        | Waldemarsuddes park 59.31987, 18.11373                   | Nike från Samothrake      |
| Djurgården                | Teodor Lundberg       |       |                                                  | skulptur                     | Waldemarsuddes park 59.31956, 18.11318                   | Djurgården                |
| Näckrosen                 | Per Hasselberg        | 1892  |                                                  | brons                        | Waldemarsuddes park 59.31965, 18.11403                   | Näckrosen                 |
| Grodan                    | Per Hasselberg        |       |                                                  | brons                        | Terrassen på Waldemarsudde 59.32001, 18.11445            | Fler bilder               |
| Bågskytten                | Carl Milles           | 1919  |                                                  | Brons                        | Terrassen på Waldemarsudde 59.32004, 18.11498            | Bågskytten                |
| Karl Nordström            | Carl Eldh             |       | byst av Karl Nordström                           | byst - brons                 | Terrassen på Waldemarsudde 59.32005, 18.11521            |                           |
| Skörden                   | Ivar Johnsson         |       |                                                  | skulptur                     | Terrassen på Waldemarsudde 59.3201, 18.11504             |                           |
| Prins Eugen               | Ivar Johnsson         | 1941  | byst av prins Eugen                              | byst - brons                 | ingången till galleriet, Waldemarsudde 59.3203, 18.11459 |                           |
| Dansande faun             | Okänd                 |       |                                                  |                              | Waldemarsuddes park 59.32003, 18.11421                   | Dansande faun             |
| Paret                     | Liss Eriksson         | 2000  |                                                  | Brons                        | Waldemarsudde 59.32199, 18.1136                          | Fler bilder               |

## Södra Djurgården
| Titel                                | Konstnär(er)               | Årtal        | Beskrivning                             | Typ - material                      | Plats Koordinater                                                      | Bild                           |
| ------------------------------------ | -------------------------- | ------------ | --------------------------------------- | ----------------------------------- | ---------------------------------------------------------------------- | ------------------------------ |
| Estoniamonumentet                    | Miroslaw Balka             | 1997         |                                         | Skulptur - granit                   | Galärparken 59.3276, 18.09372                                          | Estoniamonumentet              |
| Bågskytten                           | Carl Milles                | 1919         |                                         | Brons                               | Djurgårdsvägen 60, Liljevalchs Konsthall 59.32586, 18.09617            | Bågskytten                     |
| Tor, Heimdal, Frigga och Freja       | Rolf Adlersparre           | omkring 1897 | statyer                                 | zink                                | Djurgårdsbron 59.33074, 18.09425                                       | Fler bilder                    |
| Bellmansbysten                       | Johan Niclas Byström       | 1829         |                                         | brons                               | Bellmansro koordinater saknas                                          | Bellmansbysten                 |
| Fången viking                        | John Börjeson              | 1913         |                                         | brons                               | vid Liljevalchs konsthall 59.3261, 18.09688                            | Fler bilder                    |
| Fyrspann                             | Carl Johan Dyfverman       |              |                                         | brons                               | Cirkus 59.32202, 18.09964                                              | Fyrspann                       |
| Gunnar Wennerberg                    | Carl Eldh                  | 1916         | staty över Gunnar Wennerberg            | staty - brons                       | Kaptensudden 59.33038, 18.0965                                         | Gunnar Wennerberg              |
| ryttarstaty över Karl XV             | Charles Friberg            | 1909         | ryttarstaty över Karl XV                | brons                               | Lejonslätten framför Biologiska museet 59.32774, 18.09728              | ryttarstaty över Karl XV       |
| Monument över Yxman                  | Eric Grate                 |              |                                         | brons                               | Blockhusudden koordinater saknas                                       | Monument över Yxman            |
| Sittande Bacchus                     | Erik Göthe                 | 1840         |                                         | brons                               | söder om Rosendals slott 59.32743, 18.11695                            | Sittande Bacchus               |
| Astrid Lindgren                      | Hertha Hillfon             |              | staty över Astrid Lindgren              | staty - brons                       | utanför Junibacken 59.32981, 18.09003                                  | Astrid Lindgren                |
| Det lider mot skymning               | Aron Jerndahl              | 1902         |                                         | brons                               | framför entrén till Thielska galleriet koordinater saknas              |                                |
| Pär Aron Borg                        | Fritjof Kjellberg          | 1878         | Byst över Pär Aron Borg                 | byst                                | utanför Manillaskolan koordinater saknas                               | Pär Aron Borg                  |
| Gossen med fisken                    | Theodor Lundberg           | 1908         |                                         | brons                               | Valmundsvägen/Djurgårdsvägen koordinater saknas                        | Gossen med fisken              |
| Orfeus                               | Theodor Lundberg           | 1905         |                                         | brons                               | söder om Nordiska museet koordinater saknas                            | Orfeus                         |
| Ryttarstaty över Karl X Gustav       | Gustaf Malmquist           | 1917         | Ryttarstaty över Karl X Gustav          | brons                               | framför Nordiska museet 59.32937, 18.0946                              | Ryttarstaty över Karl X Gustav |
| Genius                               | Carl Milles                |              |                                         | brons                               | nära Manillaskolan koordinater saknas                                  | Genius                         |
| Julius Kronberg                      | Carl Milles                |              | byst över Julius Kronberg               | byst - brons                        | framför Julius Kronbergs ateljé på Skansen koordinater saknas          |                                |
| Bellmanstatyn                        | Alfred Nyström             | 1872         |                                         | brons                               | framför Restaurang Hasselbacken 59.32481, 18.09831                     | Bellmanstatyn                  |
| Jenny Lind                           | Erik Rafael-Rådberg        | 1924         | staty över Jenny Lind                   | staty - brons                       | Framnäs udde 59.32924, 18.10208                                        | Fler bilder                    |
| Gustaf Fröding                       | Erik Rafael-Rådberg        | 1921         | Herm över Gustaf Fröding                | herm                                | Djurgårdsbrunnsbrons södra fäste 59.32925, 18.13091                    | Fler bilder                    |
| Gubbe och flicka                     | Gustav Vigeland            |              |                                         | brons                               | Thielska galleriets trädgård koordinater saknas                        | Gubbe och flicka               |
| Kalle och Emma                       | David Wretling             | 1984         |                                         | brons                               | utanför huvudingången till Skansen 59.32417, 18.10139                  | Fler bilder                    |
| Frihetens port                       | Okänd                      |              |                                         |                                     | vid stranden, nära Manillaskolan koordinater saknas                    | Frihetens port                 |
| urna                                 | Okänd                      | 1825         |                                         | älvdalsporfyr                       | Rosendals slottspark 59.32096, 18.11752                                | urna                           |
| Blå porten                           | Johan Adolf Hawerman       | 1849         |                                         | gjutjärn                            | vid Djurgårdsbron 59.33066, 18.09439                                   | Blå porten                     |
| Livsträdet                           | Bertil Berggren Askenström |              |                                         |                                     | Galärvarvskyrkogården koordinater saknas                               | Livsträdet                     |
| Solfångaren                          | Okänd                      |              |                                         | brons                               | vid Rosendals slott park 59.32878, 18.11763                            | Solfångaren                    |
| Venus                                | Okänd                      |              |                                         | brons                               | framför Rosendals slott 59.32856, 18.11696                             | Venus                          |
| Apollo                               | Okänd                      |              |                                         | brons                               | framför Rosendals slott 59.3286, 18.11734                              | Apollo                         |
| Untitled Även känd som: Standing man | Sean Henry                 | 2009         |                                         | brons                               | utanför Lilijevalchs konsthall, Djurgårdsvägen 64 59.32536, 18.09659   | Untitled                       |
| C. J. Uddman                         | Okänd                      |              | Byst över Carl Johan Uddman (1821–1879) | byst - brons                        | utanför Villa Godthem, Hazeliusporten/Lusthusporten 59.32882, 18.10001 | C. J. Uddman                   |
| Budbäraren                           | Fredrik Wretman            | 2014         |                                         | skulptur - bronspatinerad glasfiber | I rabatten framför Liljevalchs Konsthall 59.32554, 18.09647            | Budbäraren                     |
| Rymdfrö                              | Bigert & Bergström         | 2020         |                                         | skulptur                            | Biskopsudden 59.3208, 18.12342                                         | Rymdfrö                        |

## Norra Djurgården
| Titel                                           | Konstnär(er)                      | Årtal        | Beskrivning | Typ - material                                                                       | Plats Koordinater | Bild                                                             |
| ----------------------------------------------- | --------------------------------- | ------------ | --- | ------------------------------------------------------------------------------------ | --- | ---------------------------------------------------------------- |
| The Other Tree                                  | Tilda Lovell                      | 2012         | | Skulptur                                                                             | KTH, Dans och Cirkushögskolan, på fasad 59.35148, 18.06961                                                                        | The Other Tree                                                   |
| Travelling North                                | Franz Ackermann                   | 2006         | Konstnärlig gestaltningen på 12 platser på campusområdet omfattander bl.a. väggmålning, fotografi, litografi. | Blandteknik                                                                          | Kungliga Tekniska Högskolan, KTH. (inomhus) koordinater saknas                                                                    | Det är troligen inte ok att ladda upp en bild av detta konstverk |
| Försjunken                                      | Charlotte Gyllenhammar            | 2001         | betong och järn | Skulptur                                                                             | Stockholms universitet, Företagsekonomiska institutionen, Kräftriket koordinater saknas                                           |                                                                  |
| Sun Reflector                                   | Olafur Eliasson                   | 2002         | | Skulptur                                                                             | Inne på AlbaNova, i taket. (inomhus) koordinater saknas                                                                           | Det är troligen inte ok att ladda upp en bild av detta konstverk |
| Ground Rules                                    | Pernilla Zetterman                | 2006         | | Fotografi                                                                            | Entréer till hörsalarna F2 och F3, KTH (inomhus) koordinater saknas                                                               | Det är troligen inte ok att ladda upp en bild av detta konstverk |
| Svävar, driver                                  | Helena Isoz                       | 2012         | | Måleri                                                                               | Gymnastik och idrottshögskolan (GIH), Lidingövägen 1 koordinater saknas                                                           |                                                                  |
| Under                                           | Charlotte Gyllenhammar            | 2006         | | Skulptur                                                                             | Försvarshögskolan/ Utrikespolitiska institutet; entréhall och atriumgård, Drottning Kristinas väg 37 (inomhus) koordinater saknas | Det är troligen inte ok att ladda upp en bild av detta konstverk |
| Domain (Maria)                                  | Antony Gormley                    | 2006         | | Skulptur                                                                             | Danshögskolan, Brinellvägen 34 koordinater saknas                                                                                 |                                                                  |
| Sjömannen                                       | Nils Sjögren                      | 1953         | | Brons                                                                                | Djurgårdsbrunnsvägen 24, Sjöhistoriska Museet 59.33167, 18.11583                                                                  | Fler bilder                                                      |
| Protest                                         | Torsten Fridh                     | 1986         | | Granit                                                                               | Hakberget 59.33806, 18.10417 | Protest                                                          |
| Gemenskap mellan folken                         | Elli Hemberg                      | 1986         | | Betong                                                                               | Kaknäsvägen 30 59.33493, 18.13552                                                                                                 | Gemenskap mellan folken                                          |
| Carl Michael Bellman                            | Alfred Nyström                    | 1872         | | staty - Zink                                                                         | Kräftriket, Brunnsviken 59.35635, 18.05154                                                                                        | Carl Michael Bellman                                             |
| John Vennerholm                                 | Ragnar Nystedt                    | 1926         | | byst - Granit                                                                        | Kräftriket, Brunnsviken 59.35793, 18.05297                                                                                        | John Vennerholm                                                  |
| Den vilande Diana                               | Jean Goujon                       | 1964         | | Brons                                                                                | Nobelparken, Kruthusplan 59.33178, 18.10347                                                                                       | Den vilande Diana                                                |
| Ringormen                                       | Berndt Helleberg                  |              | | Glasfiberarmerad plast                                                               | Sandhamnsgatan, Kampementsbadet 59.34227, 18.1087                                                                                 | Ringormen                                                        |
| Kyrkbyn                                         | Peter Johansson Nike Karlsson     | 1999         | | Skulptur - Rostfritt stål                                                            | Vid Triangelparken, KTH 59.34944, 18.06917                                                                                        | Kyrkbyn                                                          |
| reliefer                                        | Carl Andersson                    | omkring 1915 | | brons                                                                                | vid entrégrindarna till Naturhistoriska riksmuseet 59.36862, 18.05219                                                             |                                                                  |
| YZ                                              | Olle Baertling                    | 1950         | | stål                                                                                 | Vid Allhuset, Stockholms universitet 59.3633, 18.0582                                                                             | YZ                                                               |
| Terra                                           | Liss Eriksson                     | 1975         | | brons                                                                                | gården till Arrheniuslaboratoriet, Stockholms universitet koordinater saknas                                                      |                                                                  |
| FN-monumentet                                   | Liss Eriksson                     | 1995         | | brons, granit                                                                        | Djurgårdsbrunnsvikens strand, vid Källhagen 59.33206, 18.11341                                                                    | FN-monumentet                                                    |
| reliefer                                        | Carl Fagerberg                    | omkring 1915 | | granit                                                                               | i muren vid entrégrindarna till Naturhistoriska riksmuseet 59.36857, 18.05216                                                     |                                                                  |
| Björnar                                         | Carl Fagerberg                    | omkring 1915 | Två statyer |                                                                                      | utanför Naturhistoriska riksmuseet 59.36849, 18.0522                                                                              | Björnar                                                          |
| Vegamonumentet                                  | Ivar Johnsson                     | 1930         | | granit, koppar                                                                       | utanför Naturhistoriska riksmuseet 59.36766, 18.05448                                                                             | Fler bilder                                                      |
| Svante Arrhenius                                | Adolf Jonsson                     | 1912         | byst över Svante Arrhenius | byst - brons                                                                         | utanför Arrheniuslaboratoriet, Stockholms universitet 59.36523, 18.05853                                                          | Svante Arrhenius                                                 |
| skulptur                                        | Göran Lange                       |              | | brons                                                                                | gården till Sandhamnsgatan 10-12 koordinater saknas                                                                               |                                                                  |
| Restare                                         | Monika Larsen Dennis              | 2013         | | marmor                                                                               | väster om Sjöhistoriska museet 59.33234, 18.11317                                                                                 | Fler bilder                                                      |
| Delfin                                          | Axel Nordell                      | 1970         | | glasfiberarberad plast                                                               | gården till Sandhamnsgatan 61-67 koordinater saknas                                                                               |                                                                  |
| Ringlek                                         | Astrid Rietz                      |              | | brons                                                                                | Ruddammsvägen 31B koordinater saknas                                                                                              | Ringlek                                                          |
| Eva                                             | Curt Thorsjö                      | 1968         | | brons                                                                                | gården till Sandhamnsgatan 57 koordinater saknas                                                                                  |                                                                  |
| Arthur Hazelius                                 | Johan Axel Wetterlund             | 1907         | byst över Arthur Hazelius | byst - brons                                                                         | framför Hazeliusporten till Skansen koordinater saknas                                                                            |                                                                  |
| Galina Ulanova                                  | Elena Yanson-Manizer              | 1984         | staty över Galina Ulanova | staty - brons                                                                        | Nobelgatan koordinater saknas |                                                                  |
| Anders Retzius                                  | Okänd                             |              | byst över Anders Retzius | byst - brons                                                                         | utanför Vetenskapsakademien 59.36661, 18.05189                                                                                    | Anders Retzius                                                   |
| Du går icke ensam                               | Annika Svenbro                    | 1997         | Tre bronsskulpturer | Skulpturgrupp - brons, kalksten                                                      | Geohuset, Frescati, Stockholms universitet 59.36518, 18.05742                                                                     | Du går icke ensam                                                |
| I witness                                       | Arijana Kajfes                    | 2002         | | Video                                                                                | KTH Bibliotek (inomhus) koordinater saknas                                                                                        | Det är troligen inte ok att ladda upp en bild av detta konstverk |
| Easy rider                                      | Thomas Karlsson                   | 2004         | | Skulptur                                                                             | KTH, NADA Institutionen för numerisk analys och datalogi, Teknikringen 14 59.34833, 18.07306                                      | Easy rider                                                       |
| Virvelbåge                                      | Ove Tällström                     |              | En ca 8 meter hög relief i patinerad brons och slipad diabas | Relief - brons, diabas                                                               | KTH, Farkost & Flyg, Teknikringen 8 59.34833, 18.0725                                                                             | Virvelbåge                                                       |
| Edges of Despair                                | Anders Kappel                     | 1997         | | Skulptur - kopparplåt, MDF-board                                                     | Frescati, inst. f. Geovetenskap (inomhus) koordinater saknas                                                                      | Det är troligen inte ok att ladda upp en bild av detta konstverk |
| Ana, Kata, Periferi                             | Paul Osipow                       | 1997         | | Måleri                                                                               | Frescati, Geovetenskapens hus, Stockholms universitet (inomhus) koordinater saknas                                                | Det är troligen inte ok att ladda upp en bild av detta konstverk |
| Livet, människan, hennes sinnen och drivkrafter | Annika Oskarsson                  | 1999         | Skulpturer i 16 klassrum | Blandteknik                                                                          | KTH, maskinavdelningen (inomhus) koordinater saknas                                                                               | Det är troligen inte ok att ladda upp en bild av detta konstverk |
| Akademisk festremsa                             | Nils Kölare                       | 2003         | | Akryl på pannå                                                                       | KTH, Sing Sing-huset, Lindstedtsvägen 30, Campus Valhallavägen (inomhus) koordinater saknas                                       | Det är troligen inte ok att ladda upp en bild av detta konstverk |
| Mötet                                           | Roland Tilajcsik                  | 2013         | Gestaltar ett möte mellan människor. Utfört i svart diabas med upplysning | Skulptur - svart diabas                                                              | Norra Djurgårdsstaden, kvarteret Garphyttan koordinater saknas                                                                    | Mötet                                                            |
| Terrakotta                                      | Sivert Lindblom Marianne Lindblom | 1991         | Skulpturparken Terrakotta består av tre delkompositioner: 1. tolv vridna kolonner i tegel vid t-banans mynning bildar en cirkel kring en rund sockel med ett bronsklot; 2. Tre fristående skulpturer: Adam, Eva och Herkules; 3. fjorton pelare mellan Arrheniuslaboratoriet och Allhuset. | Skulpturparken Terrakotta i tre delkompositioner - tegel, brons, granit och gjutjärn | parkrummet vid tunnelbanestation Universitetet, Frescati, Stockholms universitet 59.36522, 18.0551                                | Terrakotta                                                       |
| Eva                                             | Sivert Lindblom                   | 1990         | | skulptur - granit, brons och gjutjärn                                                | gångvägen mellan tunnelbanestation Universitetet och Aula Magna, Frescati, Stockholms universitet 59.36465, 18.05644              | Eva                                                              |
| Adam                                            | Sivert Lindblom                   | 1991         | På en hög sockel, en profilen av ett ansikte | skulptur - granit, brons och gjutjärn                                                | gångvägen mellan tunnelbanestation Universitetet och Aula Magna, Frescati, Stockholms universitet 59.36447, 18.05691              | Adam                                                             |
| Herkules                                        | Sivert Lindblom                   | 1991         | På en hög sockel, | skulptur - granit, brons och gjutjärn                                                | gångvägen mellan tunnelbanestation Universitetet och Aula Magna, Frescati, Stockholms universitet 59.36432, 18.05737              | Herkules                                                         |
| Till minnet av René Descartes                   | Carl Johan De Geer                | 1998         | En tallkotte i granit | skulptur - granit                                                                    | Brasilia, KTH 59.3533, 18.06507                                                                                                   | Till minnet av René Descartes                                    |
| Folke Bernadotte af Wisborg                     | Solveyg W Schaffer-Sigerus        | 2011         | Byst över Folke Bernadotte | byst                                                                                 | Folke Bernadottes väg / Museivägen 59.3311, 18.11934                                                                              | Folke Bernadotte af Wisborg                                      |
| Mentalt sällskap                                | Truls Melin                       | 2009         | | skulptur - Rostfria metallrör, mässingsventiler, brons, färg                         | Framför Magasin 3, Frihamnen 59.34172, 18.11864                                                                                   | Mentalt sällskap                                                 |
| Lekande rudor Även känd som: Rhapsody in Gold   | Kent Ullberg                      | 1991         | 9 fot hög skulptur av tre lekande rudor | skulptur - brons, granit                                                             | Ruddammen 59.35064, 18.06131 | Lekande rudor                                                    |
| Theo                                            | Johanna Karlsson                  | 2018         | till minne av Hundstallet som 1928–2005 beläget i Storängsbotten. | skulptur - brons                                                                     | Norra Djurgårdsstaden (inomhus) 59.3533, 18.08547                                                                                 | Theo                                                             |

## Tidigare utplacerade, men ej längre befintliga, offentliga konstverk
| Titel | Konstnär(er)       | Årtal | Beskrivning               | Typ - material   | Stadsdel/ort                  | Tidigare plats Koordinater     | Bild  |
| ----- | ------------------ | ----- | ------------------------- | ---------------- | ----------------------------- | ------------------------------ | ----- |
| Idyll | Christian Eriksson | 1907  | Par i avslappnad position | skulptur - brons | Djurgården (Södra Djurgården) | Kärleksudden 59.3296, 18.10507 | Idyll |